# Świetliste dąbrowy i grądy w Jabłonnej
Świetliste dąbrowy i grądy w Jabłonnej este o arie protejată (sit de importanță comunitară — SCI) din Polonia întinsă pe o suprafață de 1.816,03 ha, integral pe uscat.

## Localizare
Centrul sitului Świetliste dąbrowy i grądy w Jabłonnej este situat la coordonatele 52°30′57″N 20°57′21″E / 52.5157°N 20.9559°E.

## Înființare
Situl Świetliste dąbrowy i grądy w Jabłonnej a fost declarat sit de importanță comunitară în octombrie 2009 pentru a proteja 1 specie de animale.

## Biodiversitate
Situată în ecoregiunea continentală, aria protejată conține 2 habitate naturale: Păduri de stejar și carpen Galio-Carpinetum, Păduri stepice euro-siberiene cu Quercus spp..
La baza desemnării sitului se află o specie protejată de  amfibieni: triton cu creastă (Triturus cristatus).